# Craig Jones

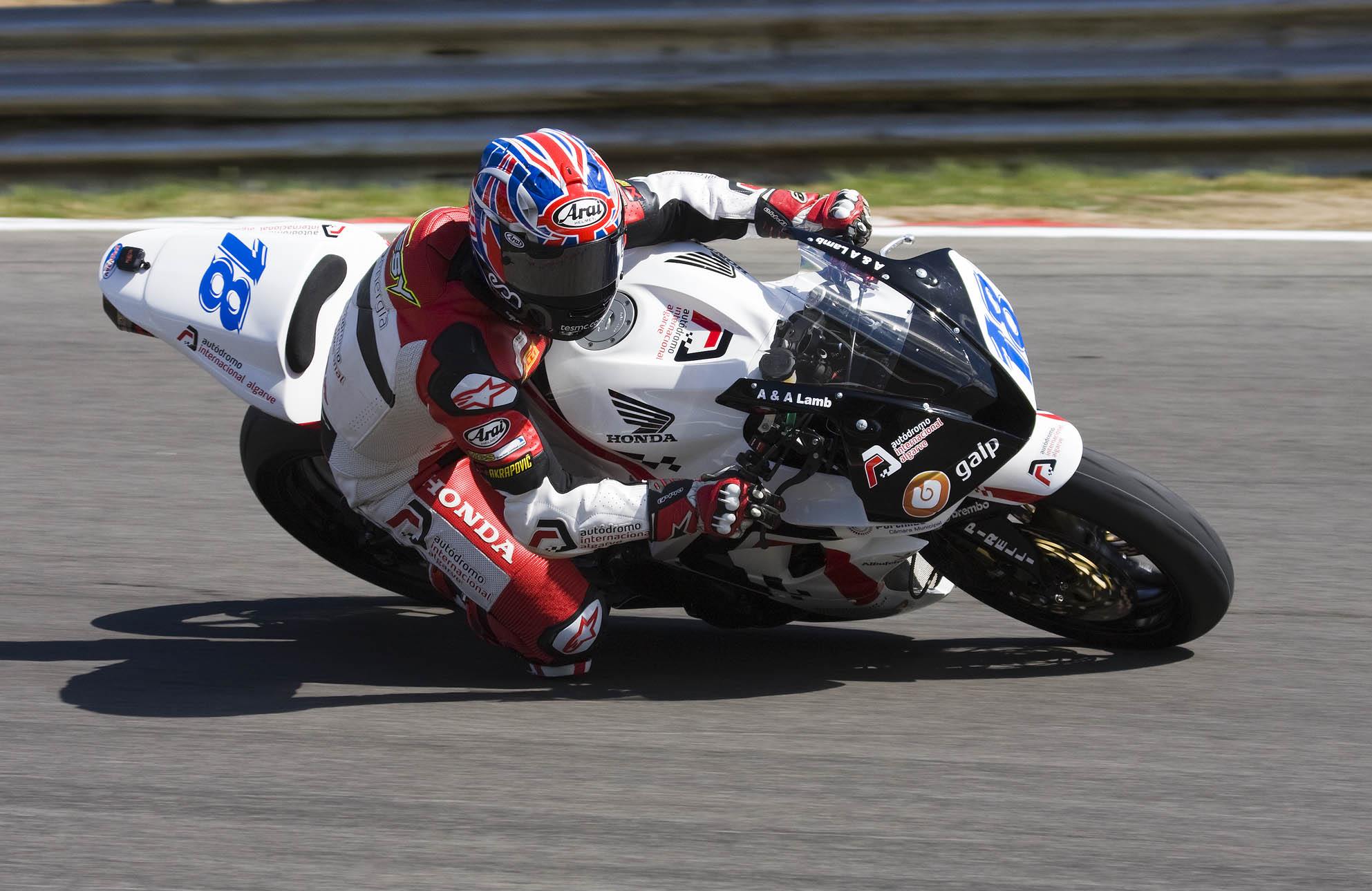
Craig Jones in augustus 2008.

Craig Jones (Crewe, Cheshire, 16 januari 1985 – Londen, 4 augustus 2008) was een Engelse motorcoureur.
Jones was op achtjarige leeftijd al actief in de motorsport; hij deed in eerste instantie mee met mini-motorcross wedstrijden. Daar gold hij al als groot talent en hij wist vanaf 1996 een aantal kampioenschappen in de juniorklassen op zijn naam te zetten.
Van 2003 tot en met 2005 deed hij mee in de Britse Supersport-klasse, eerst met een Triumph en later met een Honda. In 2005 eindigde hij tweede in het eindklassement.
In 2006 ging hij over naar de Superbike-klasse; hij reed hier op een Petronas FP1 motor. Hij eindigde in het eindklassement van het WK als 27e, met een dertiende plaats als beste wedstrijdresultaat.
In 2007 ging hij opnieuw naar de Supersport-klasse. Hier reed hij op een Honda CBR600RR van het team Revè Ekerold Honda Racing. Hij werd dit seizoen uiteindelijk vijfde, met drie podiumresultaten.
De negende ronde van het seizoen 2008 van het Supersport-kampioenschap, die op 3 augustus op Brands Hatch werd gehouden, werd tussentijds onderbroken door een te nat wegdek. Later werd toch besloten verder te gaan met de race. Tijdens de wedstrijd reed Craig Jones op de tweede plaats, toen hij in een bocht de macht over het stuur verloor. Hij viel en kwam met zijn hoofd in aanraking met een andere motor die hem niet meer kon ontwijken. Hij kwam de gevolgen van deze val niet meer te boven en overleed nog dezelfde nacht in een Londens ziekenhuis op 23-jarige leeftijd aan zware verwondingen aan zijn hoofd. 